# Dmitrij Szergejevics Kiricsenko
Dmitrij Szergejevics Kiricsenko (oroszul: Дмитрий Сергеевич Кириченко; Novoalekszandrovszk, 1977. január 17. –) orosz labdarúgó, csatár. Jelenleg a Mordovija Szaranszk játékosa.

## Pályafutása

### Klubcsapatokban
Pályafutását kisebb orosz klubokban kezdte, melyek a következőek voltak: Lokomotyiv KMV Mineralnije Vodi, Iszkra Novoalekszandrovszk, Torpedo Taganrog. Utóbbi csapatban nyújtott jó teljesítményének köszönhetően az FK Rosztov 1998-ban leigazolta. Az elkövetkező években az egyik legeredményesebb orosz csatár lett. 2002-ben távozott és a CSZKA Moszkva csapatához írt alá. Az év végén válogatottbeli csapattársával Rolan Guszevvel egyetemben az orosz bajnokság társgólkirálya lett 15 találattal. 2003-ban a CSZKA színeiben orosz bajnoki címet szerzett. 2005-ben az FK Moszkva csapatához igazolt, ahol jó formáját folytatván termelte a gólokat és ismét megszerezte a gólkirályi címet, ezúttal 14 találattal. 2007. és 2010. között az FK Szaturn csapatát erősítette. Első mérkőzésén a 2008-as Intertotó-kupában négy gólt szerzett, csapata pedig 7–0 arányban győzött. Ezt követően a 2007-es német bajnok VfB Stuttgartot 1–0-ra az ő góljával győzték le, ezzel összesen öt gólt szerzett a sorozatban, amivel a 2008-as Intertotó-kupa gólkirálya lett. 2011-ben, miután a Szaturn pénzügyi problémák miatt megszűnt visszatért a Rosztovhoz.

### A válogatottban
Az orosz válogatott tagjaként részt vett a 2004-es Európa-bajnokságon. A tornán a Görögország elleni csoportmérkőzés alkalmával az Eb-k történetének leggyorsabb gólját szerezte, amivel hozzájárult ahhoz, hogy 2–1-re legyőzték a későbbi Európa-bajnokot.
A nemzeti csapatban 2003. és 2006 között 12 alkalommal szerepelt a nemzeti csapatban 4 gólt szerzett.

## Sikerei, díjai
CSZKA Moszkva
- Orosz bajnok (1): 2003
- Orosz kupagyőztes (2): 2003, 2005
- Orosz szuperkupagyőztes (1): 2004

Egyéni
- Az orosz bajnokság gólkirálya: 2002 (15 gól), 2005 (14 gól)
- A 2008-as Intertotó-kupa gólkirálya (5 gól)

## Külső hivatkozások
- Dmitrij Kiricsenko – a transfermarkt.de honlapján
- Dmitrij Kiricsenko – a National-football-teams.com honlapján